# قره‌سو (ترکمن)
قریان، روستایی  بخش سیجوال شهرستان ترکمن استان گلستان ایران است.

## جمعیت
بر پایه سرشماری عمومی نفوس و مسکن در سال ۱۳۹۵ جمعیت این مکان ۱٬۸۴۳ نفر (۵۰۰خانوار) بوده‌است.

## شغل مردم روستا
شغل اکثر مردان روستا دامداری، صیادی، کشاورزی و بیشتر زنان روستا به قالی بافی و گلیم بافی مشغول بوده و از این راه کسب درآمد می‌نمایند.
روستا بوسیله روخانه قره سو به دو قسمت شمالی و جنوبی تقسیم می شود . که قسمت شمالی ترکمن نشین و قسمت جنوبی سیستانی هستن.
در نوروز ۱۴۰۱ به همت مسئولین و مردم روستا غرفه های فروش نوروزی محصولات سنتی ترکمن در خروجی روستا دایر گردید که با استقبال مسافرین مواجه گردید.
کاستی های زیادی در روستا مشاهده میگردد که به اقتصاد ضعیف و وابسته به ماهیگیری ، نبود خطوط تاکسی بندرترکمن به قره سو ، دوگانگی میان مسولین روستا و ... اشاره کرد که همت مضاعف شورای محترم را میطلبد.